# Gorlosen
Gorlosen es un municipio situado en el distrito de Ludwigslust-Parchim, en el estado federado de Mecklemburgo-Pomerania Occidental (Alemania), a una altitud de 20 metros. Su población a finales de 2016 era de 486 habs. y su densidad poblacional, 9.2 hab/km².
Se encuentra ubicado junto a la orilla norte del río Elba y la frontera con el estado de Brandeburgo.